# Cornwall
Cornwall [kórnval] (angleška izgovorjava: /kɔːrnwəl/, kornijsko Kernow kornijska izgovorjava: [kɛɹnɔʊ]) je grofija v Angliji, ki na severu in zahodu meji na Keltsko morje, na jugu na Rokavski preliv in vzhodu na grofijo Devon čez reko Tamar. Cornwall ima 551.700 prebivalcev in pokriva površino 3563 km². Upravno središče in edino mesto v Cornwallu je Truro, čeprav ima mesto Falmouth največ prebivalcev.
Cornwall je zahodni del jugozahodnega polotoka Velike Britanije in je tudi velik del kornubijskega batolita. To območje je bilo prvič naseljeno že v paleolitiku in mezolitiku. Še vedno ga naseljujejo neolitski in bronastodobni narodi in od železne dobe Briti s prepoznavnimi kulturni odnosi s sosednjim Walesom in Bretanjo. Malo je dokazov, da so Rimljani segli zahodno od Exetra, najdenih je bilo le nekaj rimskih ostankov. Cornwall je bil dom domnevnih Kornovov, dela plemena Dumnonov, katerega središče je bilo v sodobnem okrožju Devon. Po bitki pri Deorhamu so bili ločeni od Britov iz Walesa. Pogosto so bili v sporih s kraljestvom Wessex. Pod kraljem Ethelstanom okrog leta 936 je bila določena meja med angleščino in kornijščino na visoki vodi na vzhodnem bregu reke Tamar. Od zgodnjega srednjega veka so Briti uporabljali britski jezik in kulturo, trgovali so na obeh straneh Rokavskega preliva, kar dokazujejo visokosrednjeveški bretonski kraljestvi Dumnonija in Kornovalija ter keltsko krščanstvo na obeh območjih.
Pridobivanje kositra je bilo v zgodovini gospodarstva Cornwalla pomembno in postajalo vse pomembnejše v visokem srednjem veku. V 19. stoletju se je močno širilo, ko so nastali tudi bogati rudniki bakra. V sredini 19. stoletja, ko so imeli tudi rudnike bakra, pa je rudarstvo začelo upadati. Pozneje je postalo pomembnejše ločevanje kaolina in do 1990-ih se je pridobivanje kovin praktično končalo. Pomembna sta postala ribolov (predvsem sardel) in kmetijstvo (predvsem mlečni izdelki in zelenjava). Železnica je v 20. stoletju povzročila rast turizma. Območje je znano po svojih divjih močvirskih pokrajinah, dolgih in raznovrstnih obalah, privlačnih vaseh, številnih krajevnih imenih, ki izhajajo iz kornijščine in zelo blagem podnebju. Obsežni deli obale Cornwalla in Bodmin Moor so zaščiteni kot območje izjemne naravne lepote.
Cornwall je domovina Kornijcev. Priznani so kot eden od keltskih narodov, ki ohranja izrazito kulturno identiteto in ima svojo zgodovino. Nekateri ljudje dvomijo o sedanjem ustavnem statusu Cornwalla, zato nacionalistično gibanje želi večjo avtonomijo v Združenem kraljestvu v obliki svojega zakonitega cornwallskega zbora. 24. aprila 2014 je bilo napovedano, da bodo dobili status manjšine na podlagi Evropske konvencije za varstvo narodnih manjšin.

## Toponim
Sodobno angleško ime Cornwall izhaja iz združitve dveh starih demonimov iz različnih jezikovnih tradicij:
Corn– zapis domovine Britov, je Cornovii (Kornovi) ('polotok ljudi'). Keltska beseda kernou ('rog' ali 'rt') je sorodna angleški besedi horn (ta izhaja iz prvotne indoevropske besede *ker-). –wall izhaja iz starega angleškega eksonima w(e)alh, kar pomeni 'tujec' ali 'Rimljan' (npr. Welshman).
Ravenna Cosmography (Kozmografija neznanega Ravenčana) (okoli 700 n. št.) prvič omenja kraj z imenom Purocoronavis. Verjetno je polatinjeno ime za Duro-cornov-ium, ki pomeni 'utrdba Cornovie'. Točna lokacija je sporna, kot možna se omenjata Tintagel in Carn Brea.
Pozneje je bil Cornwall znan Anglosasom kot "Zahodni Wales", da se je razlikoval od "Severnega Walesa" (današnji Wales). Ime je omenjeno v Anglosaški kroniki (Anglo-Saxon Chronicle) leta 891 kot On Corn walum. V rokopisnem deli Domesday Book je omenjena Cornualia in okoli leta 1198 Cornwal.
Druga imena za grofijo so polatinjena imena Cornubia (najprej se pojavi sredi 9. stoletja in naj bi bila kopija iz leta okoli 705) in Cornugallia leta 1086.

## Zgodovina

### Prazgodovina, rimsko in porimsko obdobje
Sedanja človeška zgodovina Cornwalla se začne s ponovno naselitvijo Britanije po zadnji ledeni dobi. Območje, zdaj znano kot Cornwall, je bilo prvič naseljeno že v paleolitiku in mezolitiku. Tu še vedno živijo potomci neolitskih in bronastodobnih ljudstev. Po Johnu T. Kochu in drugih je bil Cornwall v pozni bronasti dobi del pomorske trgovske mreže kultur, imenovane atlantska bronasta doba, danes Irska, Anglija, Francija, Španija in Portugalska. V britanski železni dobi so Cornwall kot vso Britanijo južno od Firth of Fortha (estuarij več škotskih rek, tudi Forth) naseljevali Kelti, znani kot Briti, s prepoznavnimi kulturnimi odnosi s sosednjim Walesom in Bretanjo v Franciji. Jezik Britov se je ob koncu razvil v več različnih jezikov, tudi kornijščino.
Prvi zapis o Cornwallu izhaja iz dela iz 1. stoletja pred našim štetjem, ki ga je napisal sicilijansko-grški zgodovinar Diodor Sicilski. Navedel ali razlagal je geografa Piteasa, ki je odplul v Veliko Britanijo v 4. stoletju pr. n. št.:
Prebivalci tega dela Britanije, ki se imenuje Belerion (ali Land's End – 'dežela na koncu'), imajo zaradi stikov s tujimi trgovci civiliziran način življenja. Pridobivajo kositer in delajo zelo previdno z zemljo, v kateri pridelujejo ... Trgovci so od domačinov kupovali pločevino in jo vozili v Galijo, potovali so po kopnem približno 30 dni in končno na konjih pripeljali tovor do ustja Rone.
Identiteta teh trgovcev ni znana. Ena teorija pravi, da so bili Feničani, vendar ni nobenih dokazov za to. Profesor Timothy Champion razpravlja o pripombi Diodorja Sicilskega o trgovini kositra in navaja, da "Diodor nikoli ni rekel, da so Feničani odpluli v Cornwall. Pravzaprav pravi ravno nasprotno. Kositer so pridobivali domačini Cornwalla in prevoz do Sredozemlja so organizirali lokalni trgovci po morju in po kopnem prek Francije zunaj feničanskega nadzora."
Malo je dokazov, da je oblast Rimljanov segala zahodno od Exetra v Devonu, kajti najdenih je bilo le nekaj rimskih ostankov. Po letu 410 so verjetno v Cornwallu vladali rimsko-keltski poglavarji kornovijskega plemena kot delu Dumnonije, tudi kralj Mark Cornwallski (Marcus Cunomorus) z vsaj eno pomembno postojanko v Tintagelu. 'Kralj' Mark Cornwallski je polzgodovinska osebnost, znana iz valižanske literature, Matter of Britain’’, in zlasti kasnejše normansko-bretonske srednjeveške romance Tristan in Izolda, v kateri je v tesnem sorodstvu s kraljem Arturjem; da je bil rojen v Cornwallu, izhaja iz Zgodovine britanskih kraljev Geoffreyja Monmouthskega. Arheologija podpira cerkvene, literarne in legendarne dokaze za sorazmerno gospodarsko stabilnost in tesne kulturne vezi med podrimsko West Country, Južnim Walesom, Bretanjo in Irsko v 5. in 6. stoletju.

### Spor z Wessexom
Bitka pri Deorhamu leta 577 je imela za posledico ločitev Dumnonije (in zato Cornwalla) od Walesa. Dumnonija se je pogosto sprla z angleškim kraljestvom Wessex. Valižanski letopisi (Annales Cambriae) poročajo, da so leta 722 Briti v Cornwallu dobili bitko pri Hehilu. Verjetno je bila o bitka med Briti in Anglosasi, prebivalci Cornwalla so se borili proti Zahodnim Sasov, kot je razvidno iz imena kralja, to je Ine Wesseški, in njegovega sorodnika Nonna iz prejšnje bitke pri Liningu leta 710.
Anglosaška kronika navaja leta 815 (prilagojen datum): "... in v tem letu kralj Ecgbryht vdre v Cornwall z vzhoda na zahod" in odtlej je očitno ducatus ali vojvodina priključena k regnum ali kraljestvu Wessex, vendar ne v celoti vključena vanj. Ista kronika navaja, da je leta 825 (prilagojen datum) potekala bitka med Wealas (Kornijci) in Defnas (moški iz Devona) pri Gafulfordu. V istem letu Ecgbert, kot piše v kasnejšem dokumentu, "razpolaga z njihovim ozemljem, kot se mu zdi primerno, desetino tega ozemlja pa je namenil Bogu". Z drugimi besedami, Cornwall je priključil cerkveni oblasti zahodnosaške škofije Sherborne in Eahlstanu, bojevitemu škofu, ki je sodeloval v bojnem pohodu, podaril velik del Cornwalla, Callington in Lawhitton v dolini reke Tamar ter Pawton blizu Padstowa.
Leta 838 je Kornijce in njihove danske zaveznike premagal Egbert v bitki pri Hingston Downu v Hengestesdunu (verjetno Hingston Down v Cornwallu). Zadnji kralj Cornwalla, ki je bil leta 875 zapisan, je Dumgarth, ki naj bi utonil. Okoli leta 880 so Anglosasi iz Wessexa ustanavljali skromna posestva v vzhodnem delu Cornwalla; zlasti Alfred Veliki je pridobil nekaj posesti. William Malmesbury je okoli leta 1120 zapisal, da je angleški kralj Ethelstan (924–939) določil mejo med Anglijo in ljudstvom Cornwalla na vzhodnem bregu reke Tamar.

### Bretonsko–normansko obdobje
Ena od možnih razlag po Domesday Book je, da je bil v tem času kornijski zemljiški razred skoraj povsem razlaščen in nadomeščen z angleškimi lastniki zemljišč, zlasti jih je prevzel Harold Godwinson. Vendar pa zapisi Bodmin manumissions kažejo, da sta imeli dve vodilni kornijski osebi saški imeni, ki pa sta bili prekriti z avtohtonimi kornijskimi imeni. Dokazi, ki jih navaja Edith Ditmas, kažejo, da so bili številni posestniki po zasedbi v Cornwallu bretonski zavezniki Normanov in nadaljnje meni, da je to obdobje zgodnjega nastanka pesnitve Tristana in Izolde pesnikov, kot je Beroul, ki je nastala na podlagi britskega ustnega izročila.
Kmalu po normanski zasedbi je bila večina zemljišč prenesena na novo bretonsko-normansko aristokracijo z levjim deležem Roberta, grofa Mortaina, polbrata kralja Viljema in največjega zemljiškega posestnika v Angliji za kraljem s sedežem v gradu Trematon v bližini ustja reke Tamar. V Cornwallu in Devonu zahodno od Dartmoorja so bile drugačne vrste poselitve kot v Wessexu in kraji so se tudi po letu 1066 imenovali v skladu s keltsko kornijsko tradicijo, neobičajno za anglosaško arhitekturo.

### Poznosrednjeveška uprava in družba
Kasneje je bila odsotnost normanskih najemodajalcev nadomeščena z novo kornijsko-normansko elito, vključno z učenjaki, kot je bil Richard Rufus Cornwallski (frančiškanski filozof in teolog). Te družine so sčasoma postale nov vladajoči razred Cornwalla (običajno so govorili normansko francoščino, bretonsko kornijščino, latinščino in sčasoma angleščino), mnogi so bili vpleteni v delovanje sistema Stannary Parliament (zakonodajne in pravne institucije v Cornwallu in Devonu na območju Dartmoorja v Angliji), grofij in sčasoma vojvodin. Kornijščina se je še naprej govorila in razvila številne značilnosti ter postajala samostojen in drugačen jezik od bretonščine.
V elizabetinski dobi je bilo na zahodni obali Britanije veliko kornijskih piratov.

## Krščanstvo v Cornwallu
Veliko krajevnih imen v Cornwallu je povezanih s krščanskimi misijonarji, ki so prihajali iz Irske in Walesa v 5. stoletju našega štetja in običajno imenovani svetniki. Zgodovinskost nekaterih od teh misijonarjev je problematična. Zavetnik župnije Wendron, sveti Wendrona, je tak primer. 
Sveti Piran, po katerem se imenuje Perranporth, velja za zavetnika Cornwalla. V zgodnjih normanskih obdobjih je bil verjetno zavetnik nadangel sveti Mihael, ki ga Anglikanska cerkev še vedno priznava kot zaščitnika Cornwalla.

### Keltsko in anglosaško obdobje
Cerkev v Cornwallu je do Ethelstana iz Wessexa uporabljala bolj ali manj ortodoksne obrede, pri čemer je bila popolnoma ločena od anglosaške cerkve.  Ethelstan Sijajni, angleški kralj, je bil posvečen leta 931. Razmere v Cornwallu so bile morda nekoliko podobne tistim v Walesu, kjer je vsaka pomembna verska hiša ustrezala cantrefu – upravni enoti (enak pomen kot kornijski keverang) in obe sta bili pod nadzorom škofa. Ni znano, ali je bilo stanje keverangov tako tudi pred kraljem Ethelstanom, ker o temm ni zapiskov. Z območij, vključenih v tem obdobju, je mogoče sklepati, da je bila najnižja številka tri: Triggshire; Wivelshire in preostalo območje. Penwith, Kerrier, Pydar in Powder so v osrednji točki (scorrier), zato nekateri menijo, da to kaže na štirikratno delitev, ki jo je uvedel Ethelstan.

### Srednji vek
Celoten Cornwall je bil v tem obdobju v arhidiakonatu Cornwalla v škofiji Exeter. Od 1267 so imeli arhidiakonsko hišo v Glasneyju v bližini Penryna. Njihove naloge so bile obiskati in pregledati vsako župnijo letno po naročilu škofa. Arhidiakon Roland je zapisal v Domesday Book leta 1086, da ima posestva v Cornwallu, vendar ni bil arhidiakon Cornwalla, ampak samo arhidiakon v škofiji Exeter. V episkopatu Williama Warelwasta (1107–37) je bil imenovan prvi arhidiakon Cornwalla (verjetno Hugo de Auco). Večina župnijskih cerkva v normanskih časih ni bila v večjih naseljih, srednjeveška mesta, ki so se razvila pozneje, so imela le podružnično cerkev s pravico do pokopa. V Cornwallu je več kot sto svetih vodnjakov, vsak je povezan z določenim svetnikom. 

### Od reformacije do viktorijanske dobe
V 16. stoletju je bilo nekaj nasilnih uporov, povezanih z zamenjavo katolicizma s protestantizmom. Leta 1548 je bil kolegij v Glasneyju, center za učenje in študije škofa iz Exetra, zaprt in izropan (številni rokopisi in dokumenti so bili uničeni), kar je vzbudilo nezadovoljstvo med Kornijci. Ti so med drugim nasprotovali molitvenikom v angleškemu jeziku, saj angleščina še vedno ni bila znana mnogim v tistem času. Upor je bil kulturna in socialna katastrofa za Cornwall; povračilni ukrepi krone so po ocenah zahtevali 10–11 % civilnega prebivalstva Cornwalla. Tako se je začelo počasno upadanje kornijščine.
Od takrat je bilo krščanstvo v Cornwallu v glavnem znotraj anglikanske cerkve ob upoštevanju dogodkov v naslednjem stoletju in pol. Rimskokatoliška cerkev nikoli ni izumrla, čeprav jo obiskuje zelo malo ljudi; nekateri so postali puritanci, anabaptisti in kvekerji, ki so jih občasno preganjali. V 18. stoletju je bil kornijski anglikanizem v podobnem stanju kot anglikanizem v večini Anglije. Wesleyjev metodističen misijon se je začel z Johnom Wesleyjem in je imel velik uspeh v daljšem obdobju, v katerem se je metodizem razdelil na več sekt in sedež dokončno ločil od anglikanske cerkve.
Od začetka 19. do sredine 20. stoletja je bil metodizem vodilna oblika krščanstva v Cornwallu, vendar upada. Anglikanska cerkev je bila v večini od vladanja kraljice Elizabete do metodistične oživitve 19. stoletja. Županija je ostala v škofiji Exeter do leta 1876, ko je nastala anglikanska škofija Truro (prvi škof je bil imenovan leta 1877). Rimskokatoliška cerkev je v Cornwallu po 17. stoletju skoraj izumrla. Od sredine 19. stoletja je cerkev ponovno vzpostavila škofije v Angliji, ena od njih je v Plymouthu. Od takrat je priseljevanje v Cornwall prineslo več katolikov.

## Geografija
Cornwall leži na konici jugozahodnega polotoka otoka Velike Britanije in je zato izpostavljen polni sili prevladujočih vetrov, ki pihajo z Atlantskega oceana. Obalo sestavljajo v glavnem odporne kamnine, v mnogih krajih so veličastni klifi. Cornwall meji na eno samo grofijo, Devon, ki skoraj v celoti leži ob reki Tamar, in (na severu) na dolino Marsland.

### Obalno območje
Severna in južna obala imata različne lastnosti. Severno obalo obliva Keltsko morje, ki je del Atlantskega oceana, in je bolj izpostavljena in ima bolj divjo naravo. Prozaično ime Visoka skala (High Cliff) med Boscastlom in St. Gennysom je najvišji klif v Cornwallu z 223 metri. Na številnih obsežnih predelih je fin zlat pesek s plažami, ki so zelo pomembne za turizem (Bude, Polzeath, Watergate Bay, Perranporth, Porthtowan, Fistral Beach, Newquay, St. Agnes, St. Ives), na južni obali plaža Gyllyngvase v Falmouthu in velika plaža Praa Sands na jugozahodu. Na severni obali sta dva rečna izliva: reka Hayle in reka Camel, kar zagotavlja Padstowu in Rocku varno pristanišče. Obmorsko mesto Newlyn je priljubljen počitniški cilj, saj je eno zadnjih preostalih tradicionalnih kornijskih ribiških pristanišč s pogledom na zaliv Mount.
Južna obala, Kornijska riviera, je bolj zaščitena, je več širokih rečnih ustij, ki omogočajo varna sidrišča, kot sta Falmouth in Fowey. Plaže na južni obali običajno sestavljata grob pesek in prod, vrinjen med skalnate odseke, kjer so valovi oblikovali skalne terase. Na južni obali sta slikovita ribiška vasica Polperro ob ustju reke Pol in ribiško pristanišče Looe na reki Looe, ki sta priljubljena med turisti.

### Notranjost
Notranjost grofije sestavljajo višavja, ki se raztezajo približno od vzhoda do zahoda, so neplodna in izpostavljena, z vrsto granitnih intruzij, kot je Bodmin Moor, ki je najvišje območje v Cornwallu. Od vzhoda proti zahodu in s približno padajočo višino so Bodmin Moor, Hensbarrow severno od St. Austella, Carnmenellis do juga Camborneja in Penwith ali polotok Land's End. Te intruzije so osrednji del granitnih izdankov, ki sestavljajo izpostavljene dele kornubijskega batolita jugozahodne Britanije, ki vključuje tudi Dartmoor na vzhodu v Devonu in otoke Scilly na zahodu, ki so zdaj delno potopljeni.
Vdor granita v okoliške sedimentne kamnine je sprožil obsežen metamorfizem in mineralizacijo, kar je omogočilo Cornwallu, da je bil eno najpomembnejših rudarskih območij v Evropi vse do začetka 20. stoletja. Kositer so izkopavali že v bronasti dobi, kopali so tudi baker, svinec, cink in srebro. Sprememba granita je prav tako prinesla obsežna nahajališča kaolina, še posebej na območju severno od St. Austella, pridobivanje kaolina ostaja pomembno.
Višavje je obkroženo z rodovitnimi, predvsem pašniškimi kmetijskimi zemljišči. V bližini južne obale so globoke gozdnate doline, izjemne razmere za rastline, ki potrebujejo senco in vlago ter blago podnebje. Ta območja ležijo predvsem na devonskem peščenjaku in skrilavcu. Severovzhod Cornwalla leži na karbonskih kamninah, znanih kot kulm (formacija sestoji predvsem iz skrilavcev in peščenjakov, deponirana v obdobju karbona v nekaterih delih Evrope). Ponekod so bile izpostavljene hudim zvijanjem, kot je mogoče videti na severni obali v bližini Crackington Havna in na nekaterih drugih krajih.

### Polotok Lizard
Geologija polotoka Lizard je nenavadna, ker je celinska Britanija le primer ofiolita, odseka oceanske skorje, zdaj dvignjenega na kopnem. Velik del polotoka je sestavljen iz temno zelenega in rdečega predkambrijskega serpentinita, ki oblikuje spektakularne čeri, zlasti na Kynance Cove, izrezljane in polirane serpentinske ornamente, ki jih prodajajo v lokalnih trgovinah kot darilo. Ta ultramafična kamnina (kamnina plašča) dela tudi zelo neplodna tla, ki zajemajo ravne in barjanske resave notranjosti polotoka. Tu rastejo redke rastline, kot je Cornish Heath (Erica vagans) – vrsta rese, ki je emblem grofije.
Skrajna točka polotoka je Lizard Point.

### Ekologija
Cornwall ima različne habitate, tudi kopenske in morske ekosisteme. Ena vrsta je ogrožena na lokalni ravni, to je lišaj Cladonia rangiferina, katerega vrsta je bila zaščitena na podlagi akcijskega načrta biotske raznovrstnosti v Združenem kraljestvu.
Botaniki so razdelili Cornwall in otoke Scilly v dve podokrožji: zahod (1) in vzhod (2). Standardno rastlinstvo je opisano v delu F. H. Daveyja Flora Cornwall (1909). Daveyju je pomagal A. O. Hume, bil je njegov spremljevalec ter raziskovalec Cornwalla in Devona ter pomočnik pri sestavljanju rastlinskih vrst, objavo je tudi financiral.

### Podnebje
Cornwall ima zmerno oceansko podnebje (Köppnova podnebna klasifikacija: Cfb), najblažjo in najbolj sončno podnebje v Združenem kraljestvu zaradi svoje južne širine in vpliva Zalivskega toka.  Povprečna letna temperatura v Cornwallu je od 11,6 °C na otokih Scilly do 9,8 °C v osrednjem višavju. Zime so med najtoplejšimi v državi, mraz in sneg sta redka na obali in prav tako na osrednjih območjih. Poletja vseeno niso tako topla kot v drugih delih južne Anglije. Okoliško morje in njegova jugozahodna lega pomenijo, da je lahko vreme sorazmerno spremenljivo.
Cornwall ima več kot 1541 sončnih ur letno z najvišjim povprečjem 7,6 sončne ure dnevno v juliju. Vlažen, blag zrak, ki prihaja z jugozahoda, prinaša večje količine padavin, med 1051 do 1290 mm na leto, vendar ne toliko kot na bolj severnih območjih zahodne obale.

## Gospodarstvo
Cornwall je eno najrevnejših delov Združenega kraljestva v smislu BDP-ja na prebivalca in povprečnega prihodka gospodinjstva. BDP na prebivalca v letu 2004 je bil 65 % britanskega povprečja. BDP na prebivalca za Cornwall in otoke Scilly pa je bil 79,2 % od povprečja v EU-27, Združeno kraljestvo ima povprečje 123,0 %. [98]Po zadnjih razpoložljivih podatkih iz leta 2011 (vključno z otoki Scilly) znaša bogastvo Cornwalla 64 % evropskega povprečja na prebivalca.
V zgodovini rudarstva je bil kositer (in kasneje tudi baker) zelo pomemben. Julij Cezar je bil zadnji klasični pisatelj, ki je omenil trgovino kositra, ki je v obdobju rimske zasedbe nazadovala. Trgovina kositra je oživela v srednjem veku in njen pomen za angleške kralje je povzročil nekaj privilegijev; kornijski upor leta 1497 pripisujejo pritožbi rudarjev. V sredini 19. stoletja je trgovina kositra spet začela nazadovati. Druge primarne industrije, ki so od leta 1960 tudi nazadovale, so pridobivanje kaolina, ribolov in kmetijstvo.
Danes je gospodarstvo Cornwalla močno odvisno od turistične industrije, ki sestavlja približno četrtino gospodarstva. Uradni podatki o pomanjkanju in revščini kažejo, da so velike razlike v revščini in blaginji in nekatera območja Cornwalla so med najrevnejšimi v Angliji in druga v zgornji polovici po blaginji. Cornwall je eno od dveh območjih Združenega kraljestva, določen kot "manj razvita regija", ki je upravičena do nepovratnih sredstev kohezijske politike iz Evropske unije.

### Turizem
Turizem po ocenah prispeva do 24 % bruto domačega proizvoda Cornwalla. Leta 2011 je turizem prinesel 1,85 milijarde £. Cornwall ima enkratno kulturo, spektakularno pokrajino in milo podnebje, zato je priljubljen turistični cilj, čeprav nekoliko oddaljen od glavnih centrov Združenega kraljestva. Obdan s treh strani, Rokavskim prelivom in Keltskim morjem, ima veliko plaž in klifov. Druge turistične znamenitosti so močvirja, državni parki, muzeji, zgodovinska in prazgodovinska mesta in gozdnate doline. Pet milijonov turistov obišče Cornwall vsako leto, večinoma iz Združenega kraljestva. Newquay in Porthtowan sta priljubljeni točki za deskarje. V zadnjih letih je Projekt Eden v bližini St. Austella velik finančni uspeh, ki privlači enega od osmih obiskovalcev Cornwalla letno.

## Kornijščina
Kornijščina je jezik britske veje jezikovne družine Keltov, ki je tesno povezana z drugimi britskimi jeziki Walesa in Bretonije in manj z gelskimi jeziki: irska gelščina, škotska gelščina in manska gelščina. Jezik je v nekaterih delih Cornwalla povezoval skupnost do poznega 18. stoletja in po trditvah iz leta 2011 je zadnji govorec, ki mu je bil to materni jezik, umrl šele leta 1914.
Jezik počasi oživljajo, saj je bil leta 1904 objavljen Priročnik kornijskega jezika, ki ga je napisal Henry Jenner. Študija iz leta 2000 kaže, da je bilo okoli 300 ljudi, ki so tekoče govorili kornijščino. Jezik pa ni imel pravnega statusa v Veliki Britaniji do leta 2002. Kljub temu pa jezik poučujejo v približno 12 osnovnih šolah in se občasno uporablja pri verskih in civilnih obredih. Leta 2002 je bila kornijščina uradno priznana kot manjšinski jezik v Veliki Britaniji in leta 2005 je prejel finančna sredstva vlade. Standard pisne oblike je bil dogovorjen leta 2008.
Več rudarskih besed se uporablja v nemški jezikovni rudarski terminologiji, kot costean, gossan, gunnies, kibbal, kieve in vug.

## Kuhinja
Cornwall ima močno kulinarično dediščino. Na treh straneh je obdan z morjem sredi rodovitnih ribolovnih območij, zato imajo svežo morsko hrano; Newlyn je največje ribiško pristanišče v Veliki Britaniji po vrednosti iztovorjenih rib in je znan po svojih številnih restavracijah. Ena znanih lokalnih ribjih jedi je pita stargazy, ki temelji na pečeni sardeli. Pita je del tradicionalnega praznovanja Tom Bawcock's Eve, ki se praznuje 23. decembra, a pita se je kadar koli.
Cornwall je verjetno najbolj znan po svojih pasties (pita, rolada), okusni jedi, narejeni kot pecivo. Današnje pite so običajno polnjenje z govejim zrezkom, čebulo, krompirjem in švedsko repo, soljo in belim poprom. V zgodovini je imela vrsto različnih nadevov. "Turmut, tates in mate" (to je "repa, krompir in meso", turnip je kornijski in škotski izraz za "švedsko repo", britanski izraz pa rutabaga) opisuje nadev, ki je bil zelo pogost. Na primer licky pasty je vsebovala predvsem por in zelišča, kot so vodna kreša, peteršilj in šalotka. Pite pogosto lokalno imenujejo oggies. Pogoste so tudi s sladkimi nadevi: marmelado, jabolki in robidnicami, slivami in češnjami. Vlažno podnebje in razmeroma slaba tla so neprimerna za gojenje številnih poljščin, idealna pa za gojenje trav, potrebnih za prirejo mleka. Znani so po strnjeni smetani, ki je osnova za številne lokalne specialitete, pa tudi po mehkih karamelah (fudge) in sladoledu. Strjena smetana ima zaščiteno geografsko poreklo v skladu z zakonodajo EU. Njegov glavni proizvajalec je A. E. Rodda & Sin Scorrier.
Lokalno pecivo in sladice so žafranov kruhek, kolač hevva (moka, mast, maslo, mleko, sladkor in rozine), ingverjevi piškoti, čaj s smetano in pita z borovnicami.
Najbolj znano pivo varijo Sharp Brewery, Skinner Brewery, Keltek Brewery in St. Austell Brewery, imajo tudi stout, ale in druge vrste. Imajo nekaj manjših proizvajalcev vina, medice in jabolčnika.